# Kralice nad Oslavou
Kralice nad Oslavou (česky do roku 1900 Králice, do roku 1960 pouze Kralice; německy Kralitz) jsou obec ležící na východ od města Třebíče. Žije zde přibližně 1 000 obyvatel. Obec od roku 1960 sestává ze dvou částí – Kralic nad Oslavou a Horních Lhotic. Obec leží na hlavní silnici mezi Brnem a Třebíčí na železniční trati Brno–Jihlava. Je součástí Mikroregionu Chvojnice.
Sousedními obcemi sídla jsou Újezd u Rosic, Březník, Lesní Jakubov, Náměšť nad Oslavou, Hluboké a Sudice.

## Geografie
Kralicemi nad Oslavou ze západu na východ vede silnice I/23 z Náměště nad Oslavou do Rapotic, z jihu na sever vede silnice II/392 z Březníku do Jinošova, ze silnice I/23 na východním okraji obce vychází severně silnice třetí třídy do Horních Lhotic, z těch pak vede užitková silnice ke kompresní stanici a dále do Hlubokého, západně z Kralic vede užitková silnice do Kralické obory, východně z jižní části vesnice vede užitková silnice k Olšinskému mlýnu a ze silnice I/23 jižně vychází silnice k Velkopolskému dvoru a dále do Březníka. 
Z Náměště západním směrem vedou cyklostezky 5106 a Mlynářská cyklostezka, ty pak vedou kolem Velkopolského dvora směrem do Březníka, kde se rozdvojují. Od Velkopolského dvora na západ vychází cyklostezka 5182, která pak vede kolem nádraží Kralice nad Oslavou a posléze přes vesnici severně do Horních Lhotic a Lesního Jakubova, z Jinošova jižně vede cyklostezka 5181, která se pak u nádraží křižuje s cyklostezkou 5182 a nadále pokračuje do Březníka. Nad Oslavou vede červená turistická stezka, kolem Olšinského mlýna směrem na západ a pak jih do Březníka vede modrá turistická stezka. Od Velkopolského dvora vychází různými směry 5 památkově chráněných stromořadí. 
Ze západu na východ z Náměště nad Oslavou vede železniční trať Brno-Jihlava, ta nadále pokračuje do Rapotic. V jižní části zastavěného území obce se nachází železniční zastávka.
Severní část území severně od Horních Lhotic je zalesněná, stejně tak i svah údolí Chvojnice východně od Horních Lhotic a oblast západně od Horních Lhotic nad rybníkem Práchovna. Zalesněná je i ohrazená Kralická obora ve východní části území obce. Západní část území obce nad údolím Oslavy je zalesněná, svažitá a je součástí PR Údolí Oslavy a Chvojnice a NPR Divoká Oslava. Stejně tak je chráněn svah Chvojnice na východní části území obce jako součást PR Údolí Oslavy a Chvojnice. Zbytek území obce je využíván převážně zemědělsky, severně od Horních Lhotic se nachází zemědělský areál se skleníky, směrem do Hlubokého se pak těsně za hranicemi území obce nachází kompresní stanice Kralice nad Oslavou. Na východním okraji zastavěného území obce se nachází malý průmyslový areál s prodejnou. 
Na západním okraji území obce je část hranic tvořena řekou Oslavou, část jižních hranic území obce je tvořena Sadovským potokem, který se vlévá na okraji území obce do Oslavy, do Oslavy se pak vlévají dva nepojmenované potoky, které pramení na území obce nedaleko od Velkopolského dvora. Jižně od zastavěného území obce u silnice II/392 pramení Kralický potok, který se pak jižně od území obce vlévá do Chvojnice, na území Jinošova pramení Jinošovský potok, který pak teče jižně přes nepojmenovaný rybník, do něj se pak vlévá potok Rakovec, Jinošovský potok pak pokračuje přes rybník Práchovna, teče přes vesnici a pak tvoří údolí a nedaleko Olšinského mlýna se vlévá do Chvojnice. Velkou část východní hranice obce tvoří řeka Chvojnice, která se následně u Senorad vlévá do Oslavy, na severovýchodním okraji obce je na toku Chvojnice i Vodní nádrž Chvojnice. Na severním okraji Kralic se na toku nepojmenovaného potok nachází rybník Pivovárek, v oboře na témže potoce jsou dva nepojmenované rybníky.
Území obce se pohybuje od 350 metrů nad mořem na západním okraji v údolí Oslavy až po 450 metrů na severním okraji obce. Na východním okraji území obce nad Olšinským mlýnem se nachází vrchol Černá hora (452 m).
Na křižovatce silnic se nachází starší severní část zastavěného území obce Kralice nad Oslavou, tam také dřív byla tvrz Kralice, jižně jsou pak rodinné domy a železniční stanice. U silnice do Horních Lhotic je čtvrť nově postavených rodinných domů. Severně od Kralic se nachází vesnice Horní Lhotice. Západně od vesnice se nachází Velkopolský dvůr, na západním okraji území obce u Oslavy se nachází samota Velkopolský mlýn, trošku jižněji se pak nachází hájenka U Vlasáka. Východně od vesnice se nachází na toku řeky Chvojnice samota Olšinský mlýn, severněji pak u silnice I/23 pak samota Spálený mlýn, jestě více na sever se nachází pozůstatky horní a dolní tvrze Horní Lhotice. 
Na území obce se nachází PP Náměšťská obora, PP Údolí Oslavy a Chvojnice, NPR Divoká Oslava, těsně za hranicí území obce se nachází i památné stromy Smrky u Vlasákovy hájenky. U Velkopolského dvora se nachází výše zmíněné památkově chráněné aleje. V Kralicích se nachází Památník Bible kralické.

## Historie
Kolem roku 1100 měla být založena nejstarší část kostela a kolem roku 1200 měla ve vsi být postavena dřevěná tvrz. Kolem počátku 14. století jsou doloženi pánové z Kralic, v roce 1379 je zmíněna tvrz v Kralicích. Jindřich z Kralic kolem 40. let 16. století nechal přestavět tvrz na renezanční zámek, roku 1572 však prodal ves Kralice se zámkem, Lhotice, Jakubov, Kuroslepy a Kraví Horu Janu Staršímu ze Žerotína a vesnice se tak stala součástí náměšťského panství.
V únoru roku 1578 byla do Kralic převezena bratrská tiskárna z Ivančic a hned o rok později byl vytištěn první díl Kralické bible, v následujících letech bylo vytištěno dalších pět dílů bible. V roce 1622 na několik měsíců obýval Kralice i Jan Amos Komenský a v červnu téhož roku byla tiskárna převezena do Náměště nad Oslavou a roku 1628 byla převezena do Vratislavi i kralická knihovna. Roku 1643 byla poničena kralická tvrz švédskými vojsky. V roce 1804 pak byla v Kralicích založena škola, v roce 1885 byla do Kralic zavedena železniční trať ze Zastávky u Brna do Okříšek a roku 1895 byla založena nová knihovna, ta pak byla rozšířena v roce 1898. Roku 1909 pak byl položen základní kámen památníku překladatelům kralické bible.
V roce 1918 byla založena ve vsi sokolská jednota a roku 1926 byla obec elektrifikována. Mezi lety 1930 a 1932 byla postavena sokolovna. V roce 1933 byla postavena silnice mezi Kralicemi a Lhoticemi. Roku 1934 byla v obci zavedena kanalizace. V roce 1935 byl v Kralicích založen muzejní spolek, roku 1936 bylo otevřeno muzeum v Kralicích a roku 1936 byl odhalen památník překladatelům kralické bible. Po druhé světové válce byla hned v roce 1945 v Kralicích otevřena mateřská škola, v roce 1946 pošta a v září roku 1947 bylo otevřeno zdravotní středisko. V roce 1949 bylo v obci založeno JZD. V roce 1955 pak bylo muzeum převedeno do správy Moravského zemského muzea a v roce 1956 byly při archeologických výzkumech nalezeny první litery kralické tiskárny. Mezi lety 1967 a 1969 byl vystavěn Památník Bible kralické dle návrhu Bohuslava Fuchse z roku 1965. V roce 1987 pak byla otevřena nová budova mateřské školy. V roce 1995 byly Kralice plynofikovány, ve stejnou dobu byla provedena plynofikace i v obci Lhotice. V roce 1998 byl opraven kostel svatého Martina a o rok později byl vysvěcen nový zvon do kostela. Roku 1999 byla opravena budova základní školy. Od 21. června 1999 obec užívá znak a vlajku. V roce 2000 byl odhalen památník milénia a roku 2001 pak byla odhalena nová expozice v památníku Bible Kralické. 
V roce 2019 si obec připomněla 440 let od vydání Bible kralické.
Do roku 1849 patřily Kralice nad Oslavou do náměšťského panství, od roku 1850 patřily do okresu Moravský Krumlov, pak od roku 1868 do okresu Třebíč, pak do okresu Velká Bíteš a pak od roku 1960 do okresu Třebíč.

## Ocenění
Obec Kralice nad Oslavou v roce 2000 obdržela ocenění v soutěži Vesnice Vysočiny, konkrétně získala ocenění modrá stuha, tj. ocenění za společenský život. Obec Kralice nad Oslavou v roce 2002 obdržela ocenění v soutěži Vesnice Vysočiny, konkrétně získala ocenění bílá stuha, tj. ocenění za činnost mládeže. Obec Kralice nad Oslavou v roce 2003 obdržela ocenění v soutěži Vesnice Vysočiny, konkrétně získala ocenění zelená stuha, tj. ocenění za péči o zeleň a životní prostředí.

## Územní vývoj
Součástí obce byly i obce Lesní Jakubov (do roku 1879) a Horní Lhotice (do roku 1879 a od roku 1960). Mezi lety 1949–1960 byla obec začleněna do okresu Velká Bíteš. Od roku 1932 bylo v obci kino, od roku 1948 je v obci pošta. V obci byly zakládány spolky, čtenářský spolek byl založen v roce 1898, hasiči v roce 1899, Národní jednoty v roce 1906, agrární dorost v roce 1910, dělnický spolek v roce 1911, Sokol, Federovaná dělnická tělocvičná jednota a Domovina v roce 1924.
K 1. lednu 1957 byla provedena změna katastrální hranice mezi obcí Kralice nad Oslavou a sousedním městem Náměšť nad Oslavou. K Náměšti nad Oslavou bylo překatastrováno území o rozloze 5,8218 hektarů, na němž se tehdy nacházelo 13 obytných domů, nacházejících se v blízkosti zástavby města Náměšť nad Oslavou. Jedná se o oblast mezi silnicí spojující Kralice a Náměšť a Náměšťskou oborou, která je na státní mapě Náměšť nad Oslavou 2-8, vydané roku 1951 označena jako „Závratě“. V současnosti zde existují části ulic „Habří“ a „U Obory“. Překatastrování provedl KNV v Brně svým usnesením ze dne 14. září 1956.

## Demografie
| Rok            | 1869 | 1880 | 1890 | 1900 | 1910 | 1921 | 1930  | 1950 | 1961  | 1970 | 1980 | 1991 | 2001 | 2011 | 2021  |
| -------------- | ---- | ---- | ---- | ---- | ---- | ---- | ----- | ---- | ----- | ---- | ---- | ---- | ---- | ---- | ----- |
| Počet obyvatel | 804  | 803  | 890  | 951  | 921  | 873  | 1 003 | 942  | 1 004 | 873  | 828  | 824  | 865  | 865  | 1 006 |
| Počet domů     | 83   | 91   | 98   | 108  | 115  | 121  | 180   | 237  | 238   | 234  | 242  | 297  | 314  | 314  | 348   |

## Politika

### Volby do Poslanecké sněmovny
|       | 2006                | 2010                | 2013                | 2017                | 2021                  |
| ----- | ------------------- | ------------------- | ------------------- | ------------------- | --------------------- |
| 1.    | ČSSD (41,11 %)      | ČSSD (25,76 %)      | ANO 2011 (20,31 %)  | ANO (29,28 %)       | ANO (29,19 %)         |
| 2.    | ODS (24,32 %)       | TOP 09 (15,57 %)    | KSČM (19,52 %)      | ODS (10,87 %)       | SPOLU (23,66 %)       |
| 3.    | KSČM (14,09 %)      | ODS (15,0 %)        | ČSSD (14,94 %)      | Piráti (10,87 %)    | Piráti+STAN (13,35 %) |
| účast | 67,75 % (521 z 769) | 67,31 % (523 z 777) | 63,49 % (505 z 797) | 61,27 % (481 z 785) | 68,09 % (525 z 771)   |

### Volby do krajského zastupitelstva
|      | 1.                | 2.                    | 3.                       | účast               |
| ---- | ----------------- | --------------------- | ------------------------ | ------------------- |
| 2000 | ČSSD (22,99 %)    | 4KOALICE (21,92 %)    | ODS (19,78 %)            | 30,78 % (205 z 666) |
| 2004 | ČSSD (21,05 %)    | KSČM (20,3 %)         | ODS (18,79 %)            | 36,92 % (271 z 734) |
| 2008 | ČSSD (45,74 %)    | ODS (18,18 %)         | KSČM (12,02 %)           | 44,49 % (345 z 780) |
| 2012 | KSČM (26,02 %)    | ČSSD (24,53 %)        | KDU-ČSL (16,72 %)        | 36,51 % (284 z 786) |
| 2016 | ANO 2011 (19,6 %) | KSČM (13,6 %)         | SPD + SPO (13,2 %)       | 32,57 % (256 z 786) |
| 2020 | ANO (18,21 %)     | Piráti (17,81 %)      | ODS+STO (12,95 %)        | 31,75 % (247 z 778) |
| 2024 | ANO (45,78 %)     | STAN+SNK ED (16,48 %) | ODS+TOP 09+STO (14,65 %) | 35,08 % (273 z 784) |

### Prezidentské volby
V prvním kole prezidentských voleb v roce 2013 první místo obsadil Miloš Zeman (148 hlasů), druhé místo obsadil Karel Schwarzenberg (93 hlasů) a třetí místo obsadil Jiří Dienstbier (82 hlasů). Volební účast byla 64,29 %, tj. 504 ze 784 oprávněných voličů. V druhém kole prezidentských voleb v roce 2013 první místo obsadil Miloš Zeman (313 hlasů) a druhé místo obsadil Karel Schwarzenberg (184 hlasů). Volební účast byla 64,01 %, tj. 498 ze 778 oprávněných voličů.
V prvním kole prezidentských voleb v roce 2018 první místo obsadil Miloš Zeman (230 hlasů), druhé místo obsadil Jiří Drahoš (108 hlasů) a třetí místo obsadil Marek Hilšer (50 hlasů). Volební účast byla 63,55 %, tj. 497 ze 782 oprávněných voličů. V druhém kole prezidentských voleb v roce 2018 první místo obsadil Miloš Zeman (313 hlasů) a druhé místo obsadil Jiří Drahoš (193 hlasů). Volební účast byla 66,10 %, tj. 507 ze 767 oprávněných voličů.
V prvním kole prezidentských voleb v roce 2023 první místo obsadil Andrej Babiš (218 hlasů), druhé místo obsadil Petr Pavel (157 hlasů) a třetí místo obsadila Danuše Nerudová (78 hlasů). Volební účast byla 71,82 %, tj. 548 ze 763 oprávněných voličů. V druhém kole prezidentských voleb v roce 2023 první místo obsadil Petr Pavel (297 hlasů) a druhé místo obsadil Andrej Babiš (264 hlasů). Volební účast byla 73,95 %, tj. 565 ze 764 oprávněných voličů.

## Osobnosti
- Jiří Bednář (* 1926), psycholog, vysokoškolský pedagog
- Izaiáš Cibulka (1550–1582), kazatel
- Arnold Klíčník (1857–1935), podnikatel

## Zajímavosti a pamětihodnosti
- Památník Bible kralické a bratrské tiskárny (zbytky tvrze)
- kostel svatého Martina z roku 1580[4]
- Náměšťská obora – chov daňků, kulturní a přírodní památka, evropsky významná lokalita, letohrádek
- údolí Oslavy a Chvojnice
- alej v ulice Na Výhoně byla v roce 2018 nominována v soutěži Alej roku[32]
- tzv. Sousedská hruška, strom, který byl nominován v roce 2022 do soutěže Strom roku, vysazena byla v roce 1866[33]

## Galerie

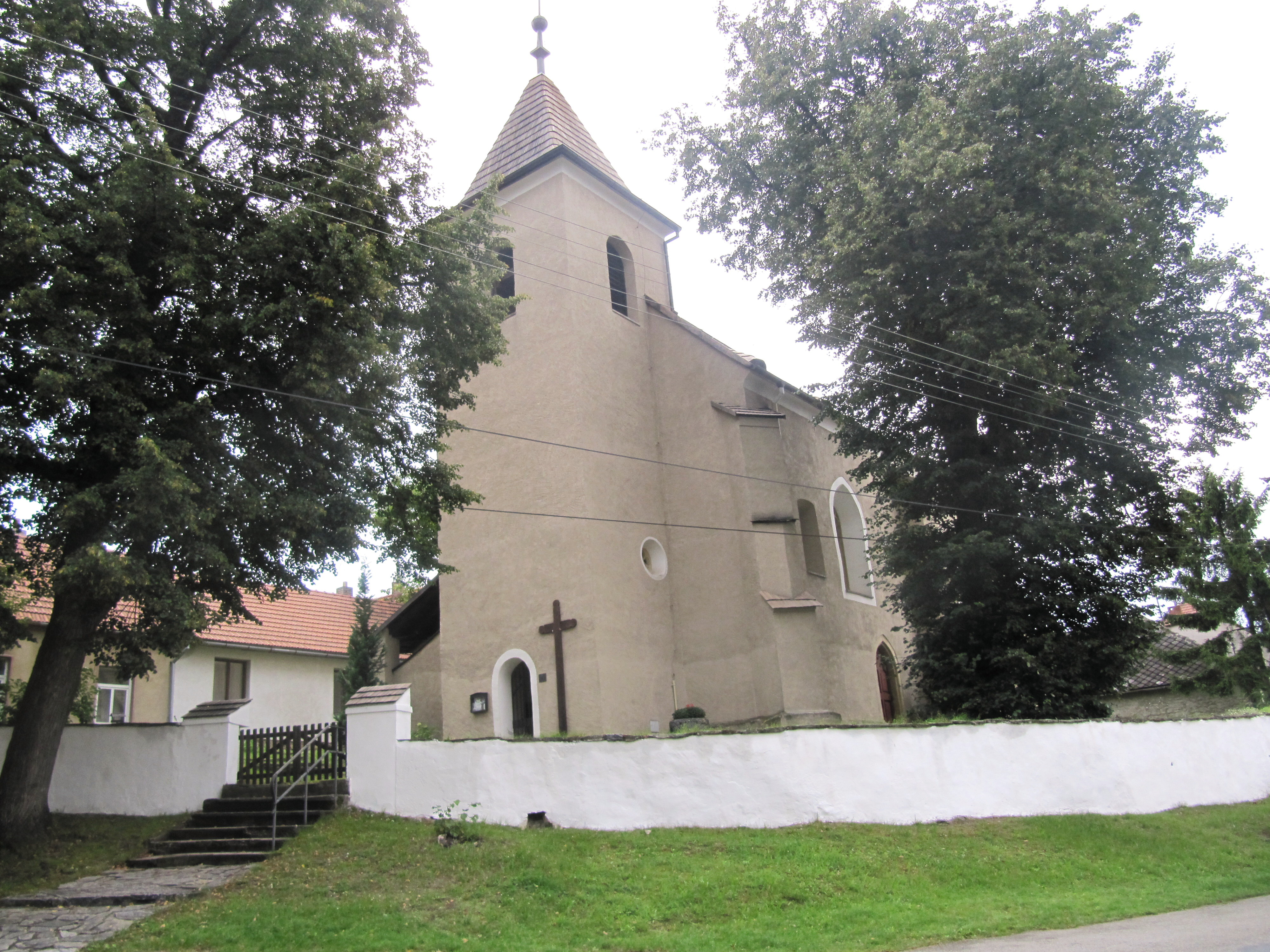
Kostel svatého Martina
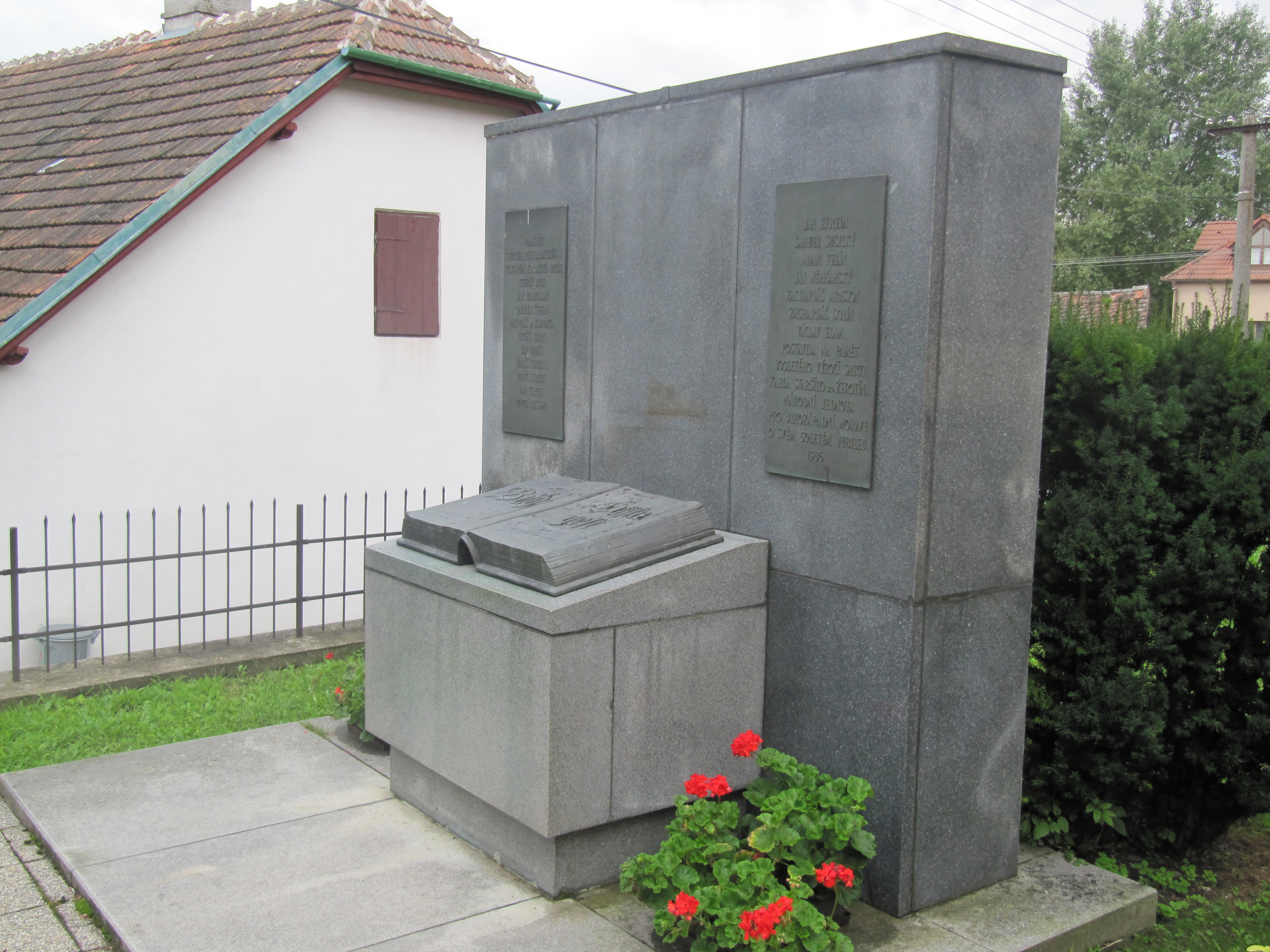
Pomník Bible kralické
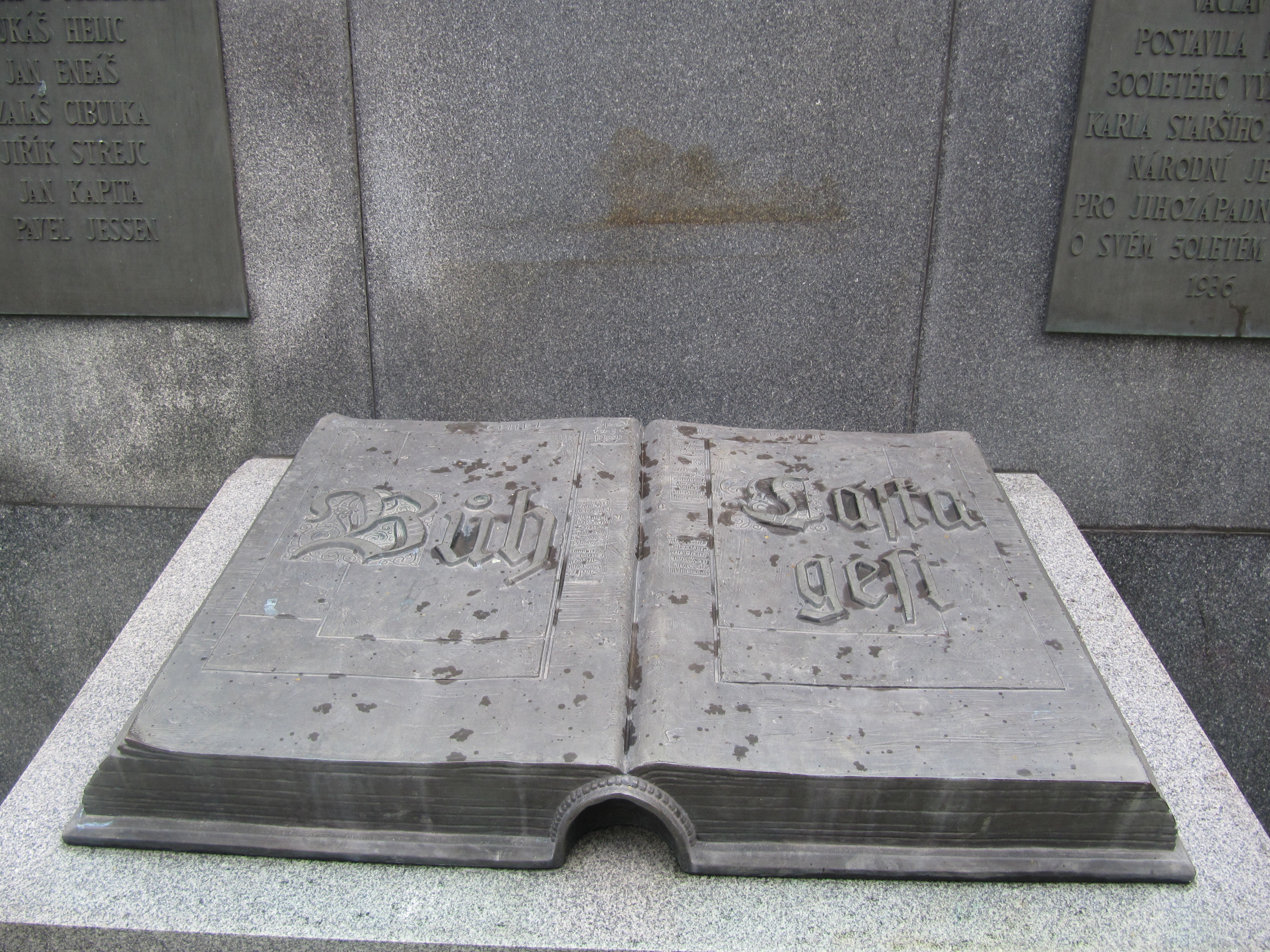
Pomník Bible kralické, detail
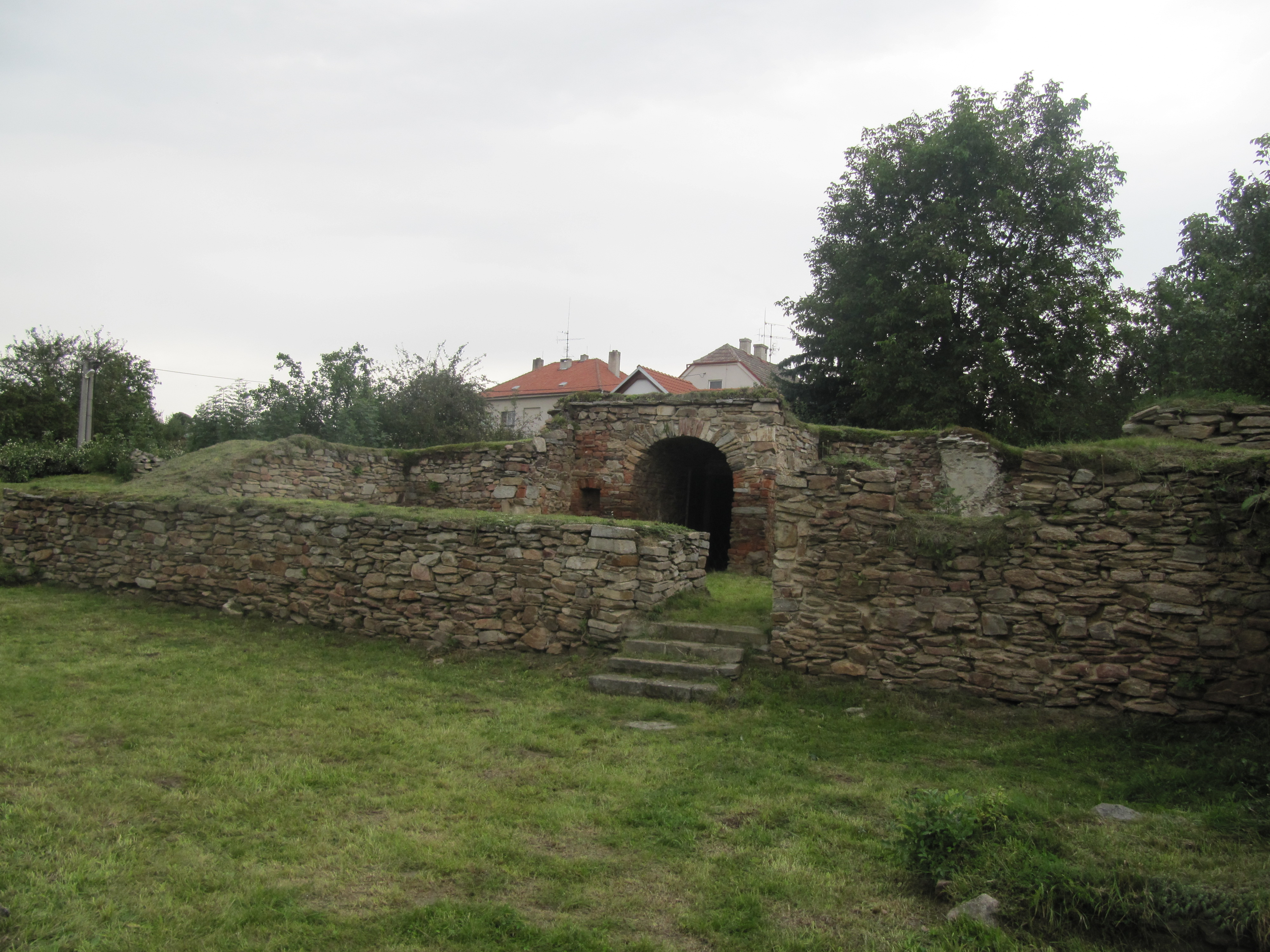
Zříceniny tvrze
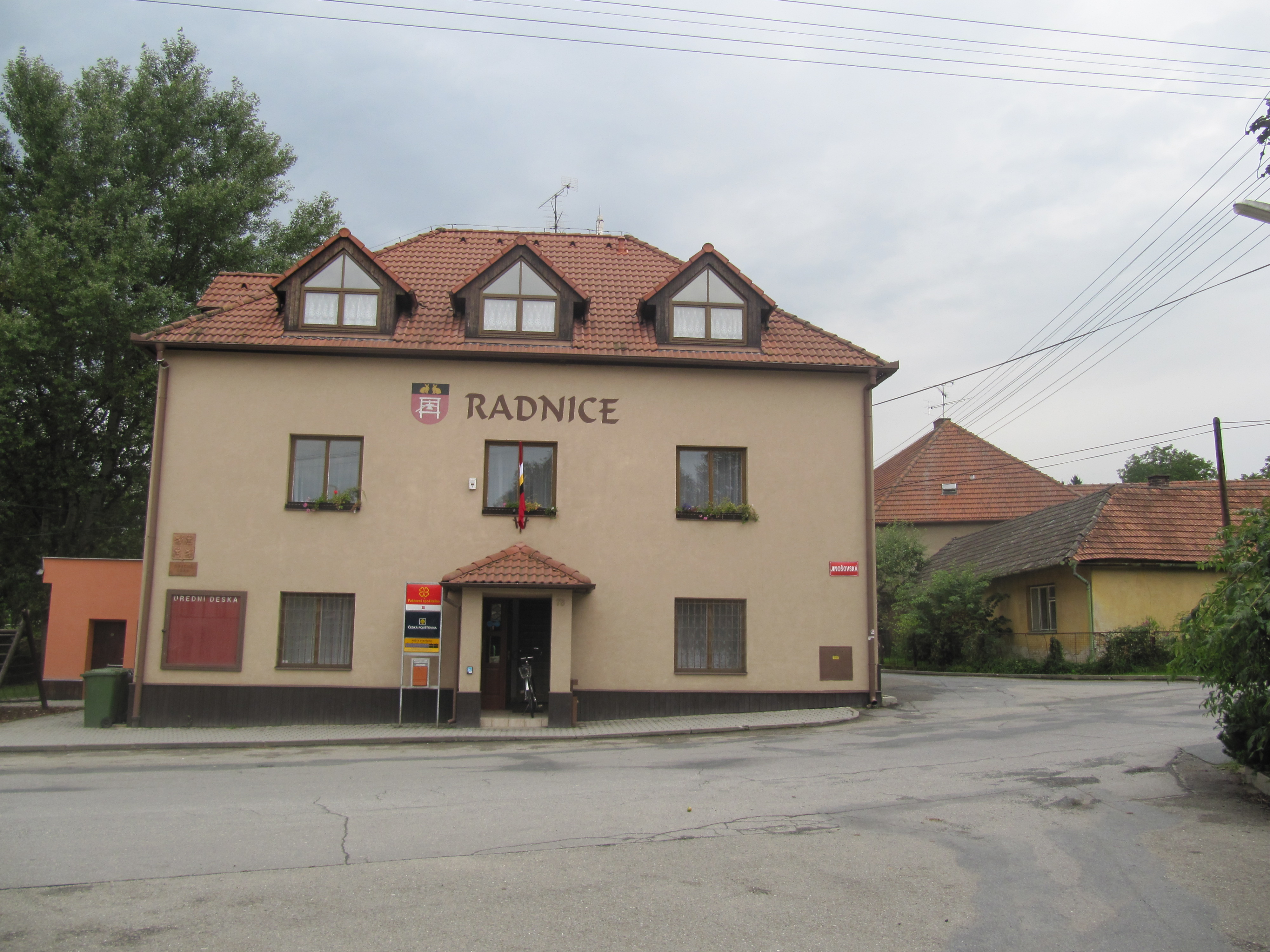
Radnice
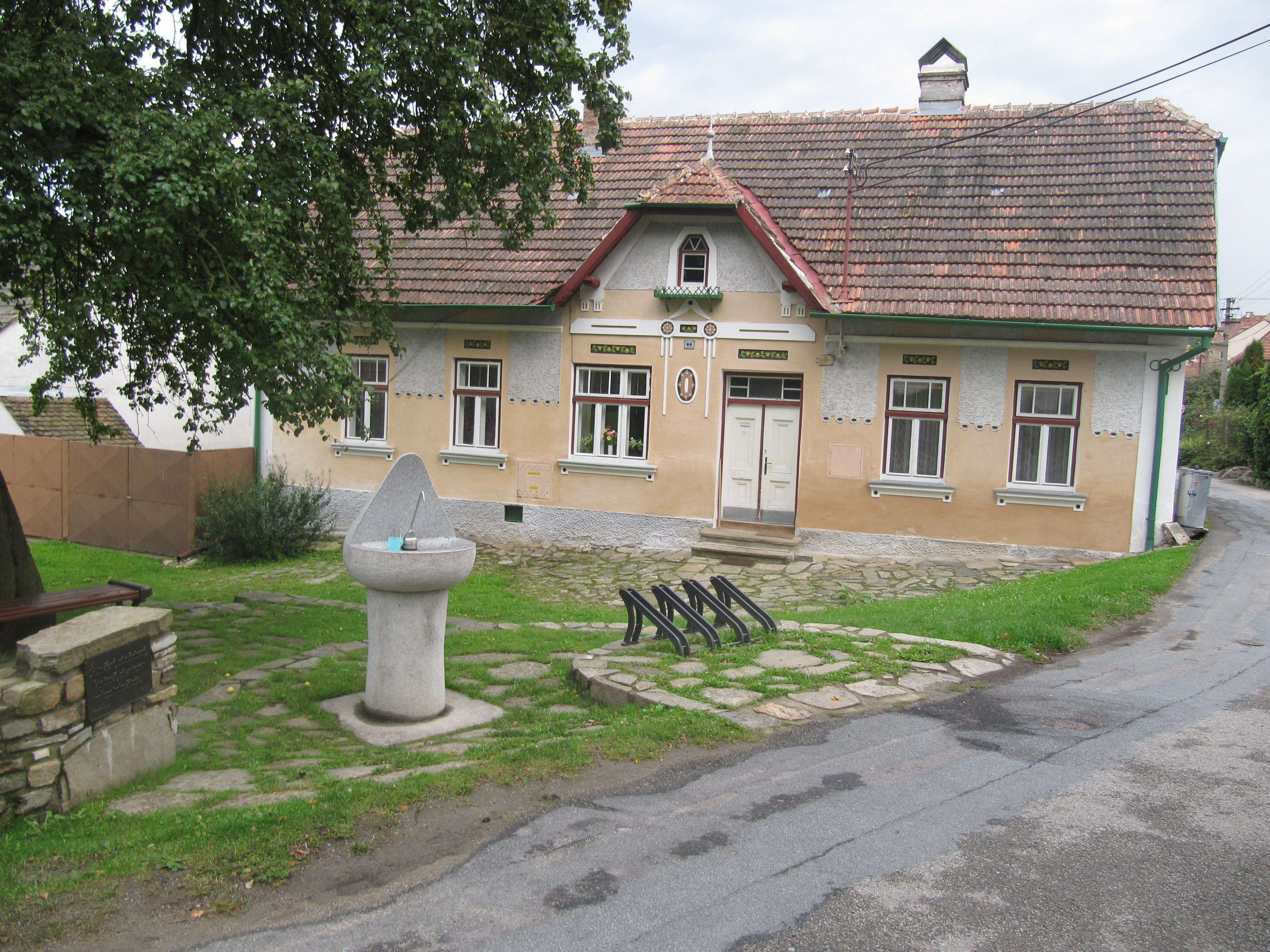
Kašna a dům před kostelem
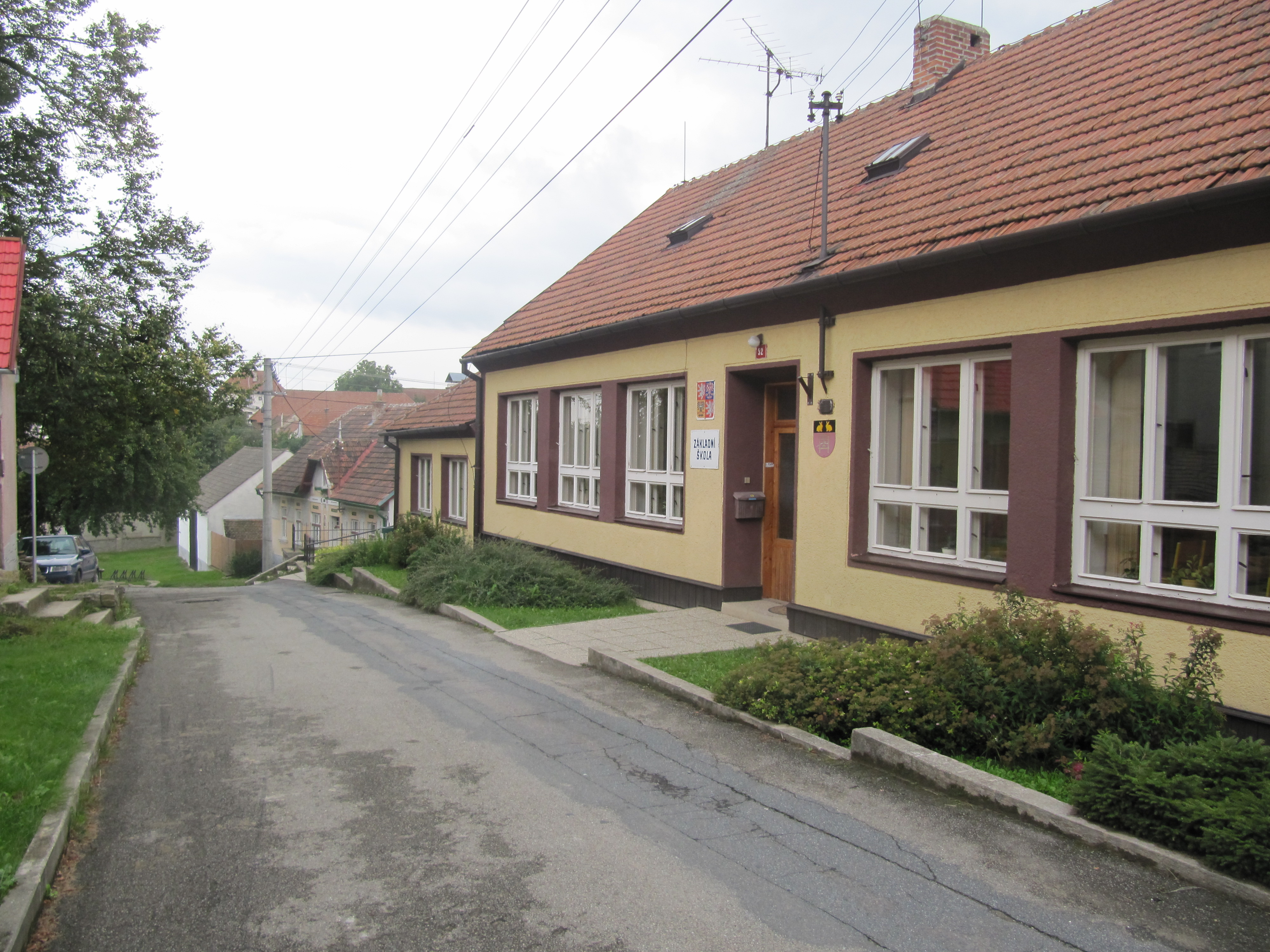
Škola
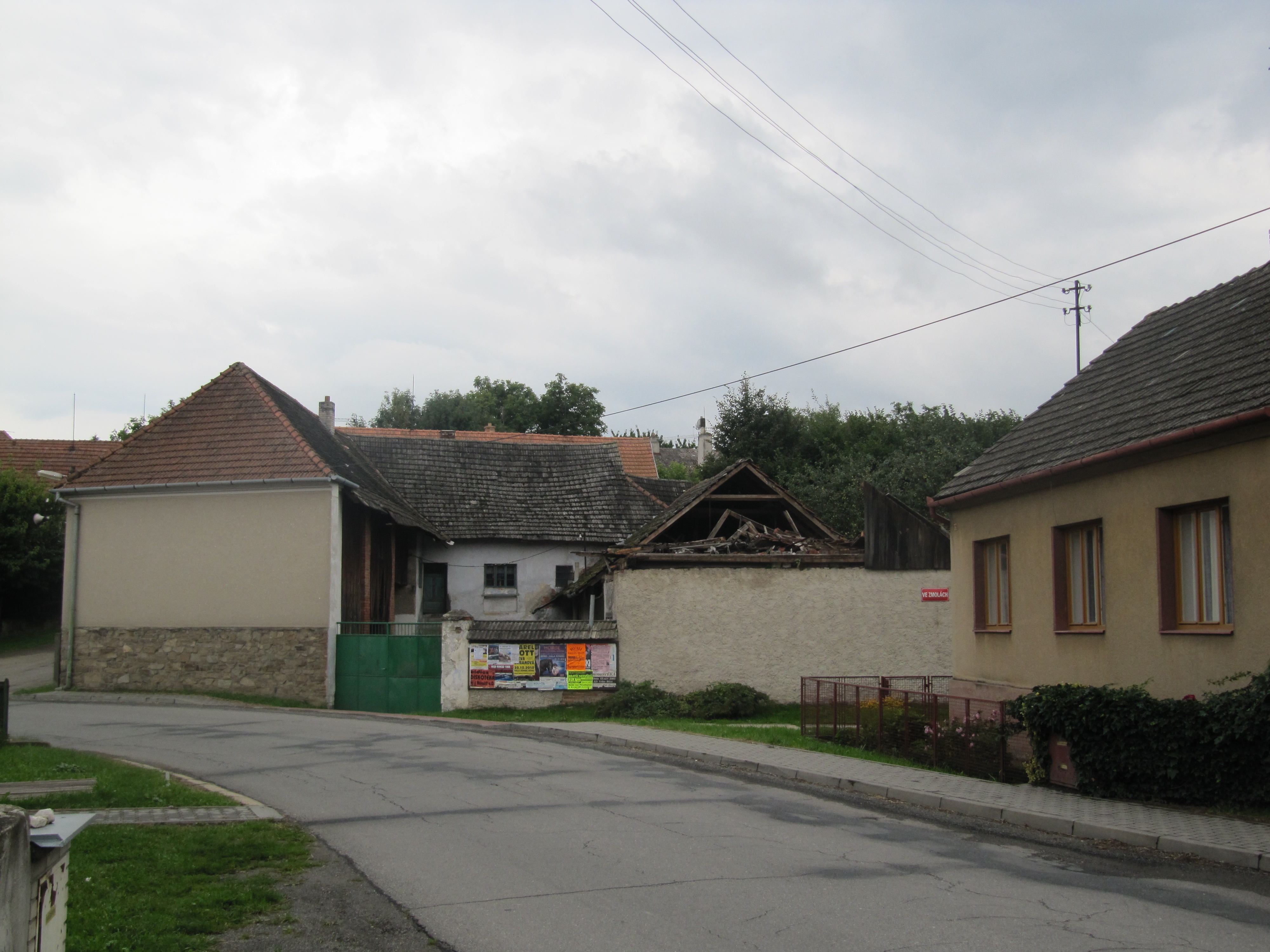
Ulice v centru